# Huangtugang (köpinghuvudort i Kina, Jiangxi Sheng, lat 27,90, long 115,23)
Huangtugang är en köpinghuvudort i Kina. Den ligger i provinsen Jiangxi, i den sydöstra delen av landet, omkring 110 kilometer sydväst om provinshuvudstaden Nanchang. Antalet invånare är 24 618. Befolkningen består av 11 360 kvinnor och 13 258 män. Barn under 15 år utgör 22,0 %, vuxna 15-64 år 70 %, och äldre över 65 år 7,0 %.
Runt Huangtugang är det tätbefolkat, med 442 invånare per kvadratkilometer. Närmaste större samhälle är Luofang, 12,2 km väster om Huangtugang. Trakten runt Huangtugang består till största delen av jordbruksmark.
Genomsnittlig årsnederbörd är 2 066 millimeter. Den regnigaste månaden är juni, med i genomsnitt 330 mm nederbörd, och den torraste är oktober, med 24 mm nederbörd.